# Arroyo Zapallar
EL arroyo Zapallar es un curso fluvial uruguayo que atraviesa el departamento de Cerro Largo.
Nace en la cuchilla Grande y desemboca en el río Negro tras recorrer alrededor de 27 km.